# Calliostoma formosum
Calliostoma formosum är en snäckart som först beskrevs av Mcandrews och Forbes 1847.  Calliostoma formosum ingår i släktet Calliostoma och familjen Calliostomatidae. Inga underarter finns listade i Catalogue of Life.